# Aspila molochitina
Aspila molochitina là một loài bướm đêm trong họ Noctuidae.